# 사람아과
사람아과(Homininae)는 사람과에 속하는 아과로 사람과 고릴라, 침팬지와 그 조상을 포함한다. 현존하는 2개 족에 3속 5종으로 이루어져 있다.

## 하위 분류
- 고릴라족(Gorillini) : 1속 2종
  - 고릴라속(Gorilla)
    - 서부고릴라(G. gorilla)
    - 동부고릴라(G. beringei)
- 사람족(Hominini) : 2속 3종
  - 침팬지속(Pan)
    - 침팬지(P. troglodytes)
    - 보노보(P. paniscus)

  - 사람속(Homo)
    - 사람(H. sapiens)

  - † 파란트로푸스속 (Paranthropus)
  - † 오스트랄로피테쿠스속 (Australopithecus)
  - † 사헬란트로푸스속 (Sahelanthropus)
  - † 오로린속 (Orrorin)
  - † 아르디피테쿠스속 (Ardipithecus)
  - † 케냔트로푸스속 (Kenyanthropus)

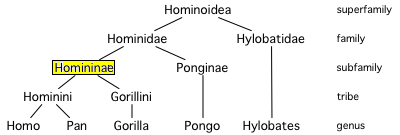
사람아과(Homininae)의 계통수